# Математически финанси
Математически финанси е приложна математика, занимаваща се с финансовите пазари.
Предметът е част от дисциплината финансова икономика, която се занимава с голяма част от съдържащата се теория. В общ план математическите финанси извеждат и разширяват математически и изчислителни модели, предложени от финансовата икономика.
|  | Тази страница частично или изцяло представлява превод на страницата Mathematical finance в Уикипедия на английски. Оригиналният текст, както и този превод, са защитени от Лиценза „Криейтив Комънс – Признание – Споделяне на споделеното“, а за съдържание, създадено преди юни 2009 година – от Лиценза за свободна документация на ГНУ. Прегледайте историята на редакциите на оригиналната страница, както и на преводната страница, за да видите списъка на съавторите. ВАЖНО: Този шаблон се отнася единствено до авторските права върху съдържанието на статията. Добавянето му не отменя изискването да се посочват конкретни източници на твърденията, които да бъдат благонадеждни. |